# Peptid YY
Peptid YY je kratak (36-aminokiselina) protein koga oslobađaju ćelije ileuma i debelo crevo u responsu na unos hrane. Kod ljudi on umanjuje apetit. On je takođe poznat kao PYY, peptid tirozin tirozin, ili pankreasni peptid YY3-36.

## Struktura
Peptid YY je srodan sa pankreasnom peptidnom familijom, jer je 18 od njegovih 36 aminokiselina locirano u istim pozicijama kao kod pankreasnog peptida. Postoje dve glavne forme peptide YY: 1-36 i 3-36 koji imaju PP strukturni motiv. Međutim, najčešća forma cirkulišućeg PYY je , koja se vezuje za Y2 receptor Y familije receptora. Peptid  je linearni polipeptid koji se sastoji od 36 aminokiselina.

## Literatura
- Ekblad E, Sundler F (2002). „Distribution of pancreatic polypeptide and peptide YY.”. Peptides. 23 (2): 251—61. PMID 11825640. doi:10.1016/S0196-9781(01)00601-5.
- Sandström O, El-Salhy M (2002). „Ontogeny and the effect of aging on pancreatic polypeptide and peptide YY.”. Peptides. 23 (2): 263—7. PMID 11825641. doi:10.1016/S0196-9781(01)00603-9.
- Yang H (2002). „Central and peripheral regulation of gastric acid secretion by peptide YY.”. Peptides. 23 (2): 349—58. PMID 11825649. doi:10.1016/S0196-9781(01)00611-8.
- Naruse S, Kitagawa M, Ishiguro H, Hayakawa T (2002). „Feedback regulation of pancreatic secretion by peptide YY.”. Peptides. 23 (2): 359—65. PMID 11825650. doi:10.1016/S0196-9781(01)00612-X.
- Aponte GW (2002). „PYY-mediated fatty acid induced intestinal differentiation.”. Peptides. 23 (2): 367—76. PMID 11825651. doi:10.1016/S0196-9781(01)00613-1.
- Hagan MM (2002). „Peptide YY: a key mediator of orexigenic behavior.”. Peptides. 23 (2): 377—82. PMID 11825652. doi:10.1016/S0196-9781(01)00614-3.
- Mannon PJ (2002). „Peptide YY as a growth factor for intestinal epithelium.”. Peptides. 23 (2): 383—8. PMID 11825653. doi:10.1016/S0196-9781(01)00615-5.
- Tseng WW, Liu CD (2002). „Peptide YY and cancer: current findings and potential clinical applications.”. Peptides. 23 (2): 389—95. PMID 11825654. doi:10.1016/S0196-9781(01)00616-7.
- El-Salhy M, Suhr O, Danielsson A (2002). „Peptide YY in gastrointestinal disorders.”. Peptides. 23 (2): 397—402. PMID 11825655. doi:10.1016/S0196-9781(01)00617-9.
- Imamura M (2002). „Effects of surgical manipulation of the intestine on peptide YY and its physiology.”. Peptides. 23 (2): 403—7. PMID 11825656. doi:10.1016/S0196-9781(01)00618-0.
- Beglinger C, Degen L (2007). „Gastrointestinal satiety signals in humans--physiologic roles for GLP-1 and PYY?”. Physiol. Behav. 89 (4): 460—4. PMID 16828127. doi:10.1016/j.physbeh.2006.05.048.
- Eberlein GA; Eysselein VE; Schaeffer M;  . (1989). „A new molecular form of PYY: structural characterization of human PYY(3-36) and PYY(1-36).”. Peptides. 10 (4): 797—803. PMID 2587421. doi:10.1016/0196-9781(89)90116-2.
- Facer P, Bishop AE, Cole GA;  . (1989). „Developmental profile of chromogranin, hormonal peptides, and 5-hydroxytryptamine in gastrointestinal endocrine cells.”. Gastroenterology. 97 (1): 48—57. PMID 2721879.
- Tatemoto K; Nakano I; Makk G;  . (1989). „Isolation and primary structure of human peptide YY.”. Biochem. Biophys. Res. Commun. 157 (2): 713—7. PMID 3202875. doi:10.1016/S0006-291X(88)80308-5.
- Lukinius AI, Ericsson JL, Lundqvist MK, Wilander EM (1986). „Ultrastructural localization of serotonin and polypeptide YY (PYY) in endocrine cells of the human rectum.”. J. Histochem. Cytochem. 34 (6): 719—26. PMID 3517149.
- Adrian TE; Ferri GL; Bacarese-Hamilton AJ;  . (1985). „Human distribution and release of a putative new gut hormone, peptide YY.”. Gastroenterology. 89 (5): 1070—7. PMID 3840109.
- Lundell I; Blomqvist AG; Berglund MM;  . (1996). „Cloning of a human receptor of the NPY receptor family with high affinity for pancreatic polypeptide and peptide YY.”. J. Biol. Chem. 270 (49): 29123—8. PMID 7493937. doi:10.1074/jbc.270.49.29123.
- Bard JA, Walker MW, Branchek TA, Weinshank RL (1995). „Cloning and functional expression of a human Y4 subtype receptor for pancreatic polypeptide, neuropeptide Y, and peptide YY.”. J. Biol. Chem. 270 (45): 26762—5. PMID 7592911. doi:10.1074/jbc.270.45.26762.
- Hort Y; Baker E; Sutherland GR;  . (1995). „Gene duplication of the human peptide YY gene (PYY) generated the pancreatic polypeptide gene (PPY) on chromosome 17q21.1.”. Genomics. 26 (1): 77—83. PMID 7782089. doi:10.1016/0888-7543(95)80085-Z.
- Kohri K; Nata K; Yonekura H;  . (1993). „Cloning and structural determination of human peptide YY cDNA and gene.”. Biochim. Biophys. Acta. 1173 (3): 345—9. PMID 8318545.
- Batterham RL, Heffron H, Kapoor S, Chivers J, Chandarana K, Herzog H, Le Roux CW, Thomas EL, Bell JD, Withers DJ (2006). „Critical role for peptide YY in protein-mediated satiation and body-weight regulation.”. Cell Metabolism. 4 (3): 223—233. PMID 16950139. doi:10.1016/j.cmet.2006.08.001.
- DeGroot, Leslie Jacob (1989).  J. E. McGuigan, ур. Endocrinology. Philadelphia: Saunders.

## Spoljašnje veze
- Peptide+YY на 